# Paidha
Paidha est une ville située dans le district de Zombo, en Ouganda.

## Source
- (en) Cet article est partiellement ou en totalité issu de l’article de Wikipédia en anglais intitulé « Paidha » (voir la liste des auteurs).